# Национална конфедерация на труда
Националната конфедерация на труда (на испански: Confederación Nacional del Trabajo, CNT), съкратено НКТ, е конфедерация от анархосиндикалистки профсъюзи в Испания.
Създадена е в Барселона през 1910 г. Играе важна роля в испанското работническо движение.
Членува в Международната работническа асоциация. Исторически синдикатът е свързан с Федерация на анархистите в Иберия (FAI) и често тези 2 организации са споменавани заедно (CNT-FAI).
В продължение на десетилетия организацията е нелегална в Испания. Днес НКТ участва в работническото движение, фокусирайки работата си върху принципите на работническото самоуправление, федерализъм и взаимопомощ.